# Cselestowie z Celestiny

Herb Cselestów z Celestiny

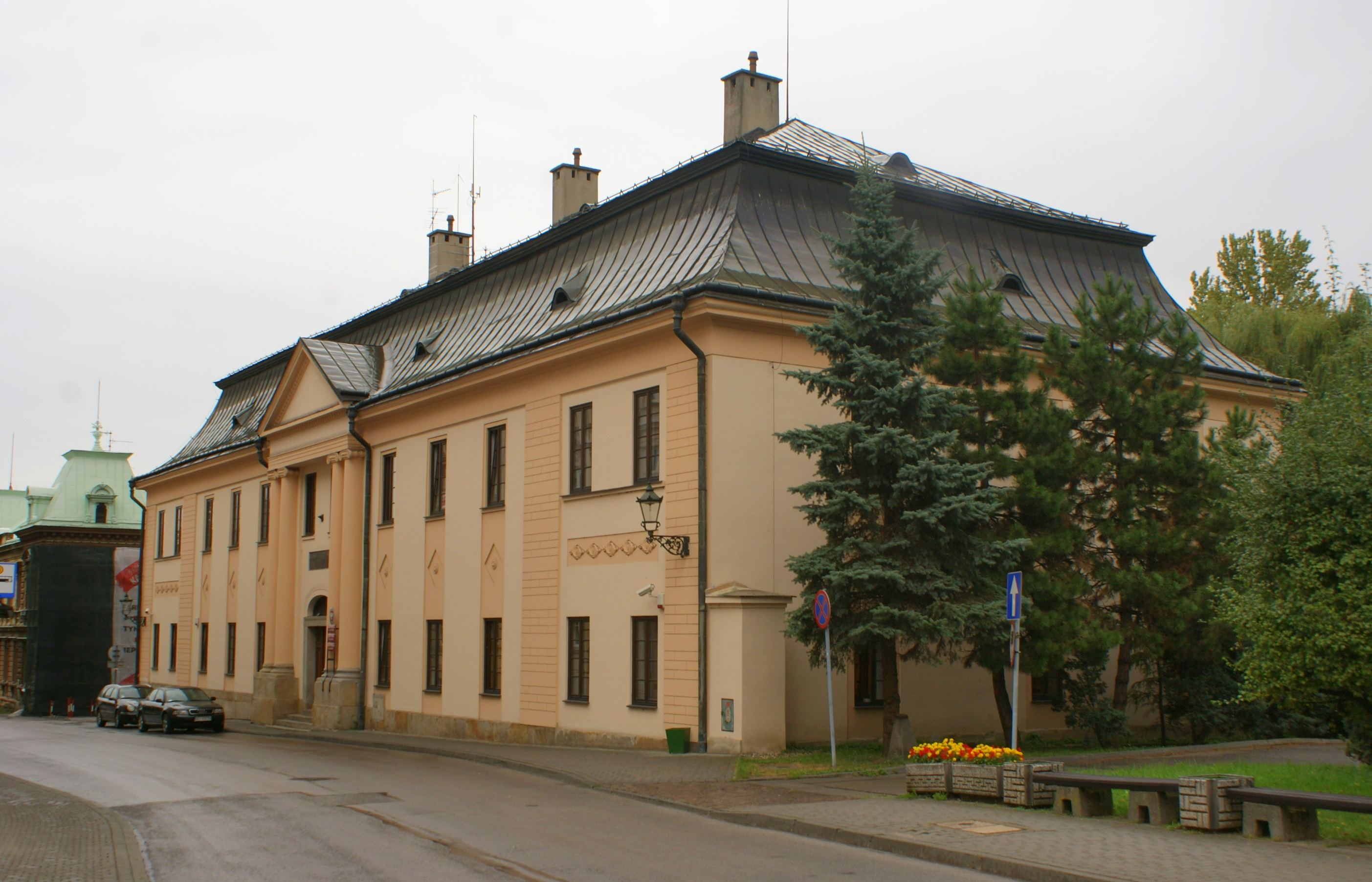
Budynek bursy Cselestinum w Cieszynie

Cselestowie z Celestiny (cz. Celestové z Celestinu) – rodzina szlachecka pochodząca z Toskanii, w XVII wieku osiadła w Księstwie Cieszyńskim.
W szeregi rycerstwa rodzina weszła w roku 1629. Zasłużyła się w walkach z Turkami na Węgrzech, za co w 1748 r. ich potomkowie otrzymali tytuł baronów. Na Śląsku Cieszyńskim byli właścicielami m.in. Iłownicy, Kisielowa i Kalembic, sprzedanych następnie Komorze Cieszyńskiej w latach 1792-1793. Za uzyskane ze sprzedaży pieniądze Karol Franciszek baron Cselesta ufundował konwikt dla kształcącej się młodzieży w Cieszynie.